# Giovanni Battista Amici
Giovanni Battista Amici (Modena, 25 de março de 1786 — Florença, 10 de abril de 1863) foi um astrônomo, engenheiro, físico, matemático e microscopista italiano.

## Biografia
Após seus estudo em Bolonha, tornou-se  professor de matemática  na cidade de Modena. Em 1831, assumiu o cargo de  inspetor-geral de educação do Ducado.
Alguns anos mais tarde foi escolhido para dirigir o Observatório astronômico de Florença. Paralelamente ministrou conferências no Museu de história natural da cidade.
Seu nome está associado as melhorias  que efetuou nos  espelhos utilizados em telescópios e também na construção de microscópios. É reconhecido pelas observações astronômicas das  estrelas binárias, dos  satélites naturais  de  Júpiter, e pela medida dos diâmetros polares e equatorial do sol. 
A cratera Amici na lua foi nomeada em sua honra. Foi o inventor do dipleidoscópio.
Fez também numerosas observações em biologia, principalmente sobre a circulação da seiva nos vegetais, frutificação das plantas e sobre os protistas cilidados.